# 永福县永福中学
永福中学，原名永福县高级中学，后因接收初中年级更名为永福县永福中学，简称永福中学或永中，位于广西桂林市永福县， 是广西示范性高中之一，于1943年建立，现任校长为刘永强，现设有初二，初三，高一，高二，高三五个年级。